# Десагуадеро (річка в Чилі)
Десагуадеро (ісп. Río Desaguadero) — коротка річка в чилійському регіоні Аріка і Парінакота на території Національного парку Лаука, витока озера Котакотані, що фактично є верхів'ям річки Лаука. Річка починається від озера Котакотані із стоком від 100 до 560 л/с (середній 260 л/с), та в районі болота Бодефаль-де-Парінакота зливається з численними струмками, що разом несуть у кілька разів більше води, ніж Десагуадеро, формуючи власне річку Лаука.
| Чилі | Це незавершена стаття з географії Чилі. Ви можете допомогти проєкту, виправивши або дописавши її. |